# مكتبة أوغندا الوطنية
المكتبة الوطنية في أوغندا أسست بموجب قانون صادر من البرلمان في عام 2003، لتحل محل المكتبات العامة التي أنشئت في عام 1964. وهي مكتبة الإيداع القانوني لأوغندا وهي تحت إشراف جيرترود كاياغا موليندو. تقع المكتبة في مدينة كامبالا على طريق (بوغندا).

## وصلات خارجية
- الموقع الرسمي